# Lelo Mbele
Blaise Lelo Mbele (ur. 10 sierpnia 1987 w Kinszasie) – kongijski piłkarz grający na pozycji napastnika.

## Kariera klubowa
Karierę piłkarską Mbele rozpoczął w klubie AS Vita Club z Kinszasy. W 2003 roku zadebiutował w jego barwach w pierwszej lidze Demokratycznej Republiki Konga. W debiutanckim sezonie wywalczył z nim mistrzostwo kraju.
W 2004 roku Mbele wyjechał za granicę i jego pierwszym klubem poza ojczyzną był południowoafrykański Zulu Royals z Durbanu. W zespole tym grał w rozgrywkach drugiej ligi RPA. W 2005 roku odszedł do Orlando Pirates z Johannesburga. W 2006 roku wywalczył mistrzostwo RPA.
Jesienią 2007 roku Mbele grał w tunezyjskim Club Sportif Sfaxien. Na początku 2008 roku przeszedł do saudyjskiego Al-Hilal z Rijadu. Wywalczył wówczas mistrzostwo Arabii Saudyjskiej i Crown Prince Cup. Natomiast w sezonie 2008/2009 występował w Espérance Tunis. W połowie 2009 roku odszedł do sudańskiego Al-Hilal Omdurman. W 2010 roku został zawodnikiem libijskiego Al-Nasr Bengazi. Następnie grał w Al-Nasr Kuwejt, Şanlıurfasporze Selangor FA, MC Algier, CA Batna i Petro Atlético Luanda. W 2015 trafił do DC Motema Pembe. W sezonie 2016/2017 grał w Baf Ülkü Yurdu SK, a latem 2017 trafił do Gokulam Kerala.

## Kariera reprezentacyjna
W reprezentacji Demokratycznej Republiki Konga Mbele zadebiutował w 2004 roku. W 2006 roku podczas Pucharu Narodów Afryki 2006 był rezerwowym i rozegrał jedno spotkanie, z Kamerunem (0:2).